# 시수 (전한)
시수(施讎, ? ~ ?)는 전한 중기 ~ 후기의 유학자로, 자는 장경(長卿)이며 패군 사람이다.

## 생애
전왕손의 밑에서 《역》을 배웠다. 이후 장릉으로 이주하였고, 전왕손이 박사(博士)가 되었을 때에도 맹희·양구하와 함께 사사하였다. 항상 자신의 학문이 부족하다며 후학을 두지 않았다.
나중에 소부가 된 양구하는 일이 바빠지자 아들 양구림(梁丘臨)·제자 장우 등을 시수에게 보내 교육을 부탁하였다. 시수는 거절하였으나 양구하가 간청하니 결국 이들을 가르쳤고, 양구하는 시수를 조정에 천거하였다. 시수는 박사가 되어 감로 연간에 석거각(石渠閣)에서 유생들과 함께 오경에 대하여 논하였고, 장우·노백을 가르쳤다.

## 출전
- 반고, 《한서》 권88 유림전